# Dirk Amrein
Dirk Amrein (* 1969 in Rheinfelden) ist ein deutscher Posaunist und Improvisationsmusiker.

## Wirken
Amrein studierte an der Hochschule für Musik Basel bei Heinrich Huber und an der Hochschule für Musik und Tanz Köln bei Michel Becquet. Darüber hinaus nahm er in London bei Denis Wick Privatunterricht. Meisterkurse und weitere Unterweisung erhielt er durch Joseph Alessi, Branimir Slokar, Albert Mangelsdorff und Malte Burba.
Amrein spielte im Collegium Novum Zürich und anderen Orchestern unter Leitung von Claudio Abbado, Riccardo Chailly, Daniel Harding, Neville Marriner, Franz Welser-Möst, András Schiff, Eliahu Inbal und Pierre Boulez. Er hat zahlreiche Uraufführungen als Solist und Kammermusiker bestritten. Seit 2009 tourte er international mit dem Pianisten Jürg Henneberger.
Weiterhin arbeitete er mit dem Swiss Jazz Orchestra, Jim McNeely, George Gruntz, Pepe Lienhard, Steamboat Switzerland oder der Swiss Army Big Band. Im Bereich der Improvisationsmusik und multimedialen Performances arbeitete er mit dem Komponisten Marc Yeats und dem Glaskünstler Wolfgang Fröse zusammen.
Er nahm an Festivals teil, beispielsweise dem Lucerne Festival, den Proms in London, den Wiener Festwochen, Tage für Neue Musik Zürich, Zürcher Festwochen, Festival de la Cité de Lausanne, World Music Days, Musikmonat Basel, Festival del Mare Huatulco (Mexiko).